# 姚江大桥
姚江大桥是中国浙江省宁波市一座跨姚江桥梁，载有环城北路。姚江大桥为梁式桥，全长223米，桥面宽40米，于1989年8月10日开工，1990年12月通车，2022年4月30日，姚江大桥完成拓宽，全桥由原先的双向4车道拓宽到双向6车道。